# Jerry L. Ross
Jerry Lynn Ross, född 20 januari 1948 i Crown Point, Indiana, är en amerikansk astronaut uttagen i astronautgrupp 9 den 19 maj 1980.

## Rymdfärder
Ross deltog i följande rymdfärder:
- STS-61-B
- STS-27
- STS-37
- STS-55
- STS-74
- STS-88
- STS-110